# 嵌齒海象屬
嵌齒海象，也称作钉齿海象属，為一種以貝類為食的大型杜希納海象亞科海象，棲息於中新世晚期美國加利福尼亞州的沿岸。嵌齒海象的上下顎各有一對由犬齒特化成的獠牙，且依據獠牙的磨損程度，可以推測嵌齒海象會利用牠們的獠牙直接將貝類的甲殼搗碎，而現存海象則是透過吸吮將貝肉吸出殼。嵌齒海象與其他杜希納海象亞科物種的顱後骨架結構比起現存海象更像是海獅，這代表海象科再過去具有比起現代更具備多樣性。

## 下属物种
本属包括以下物种：

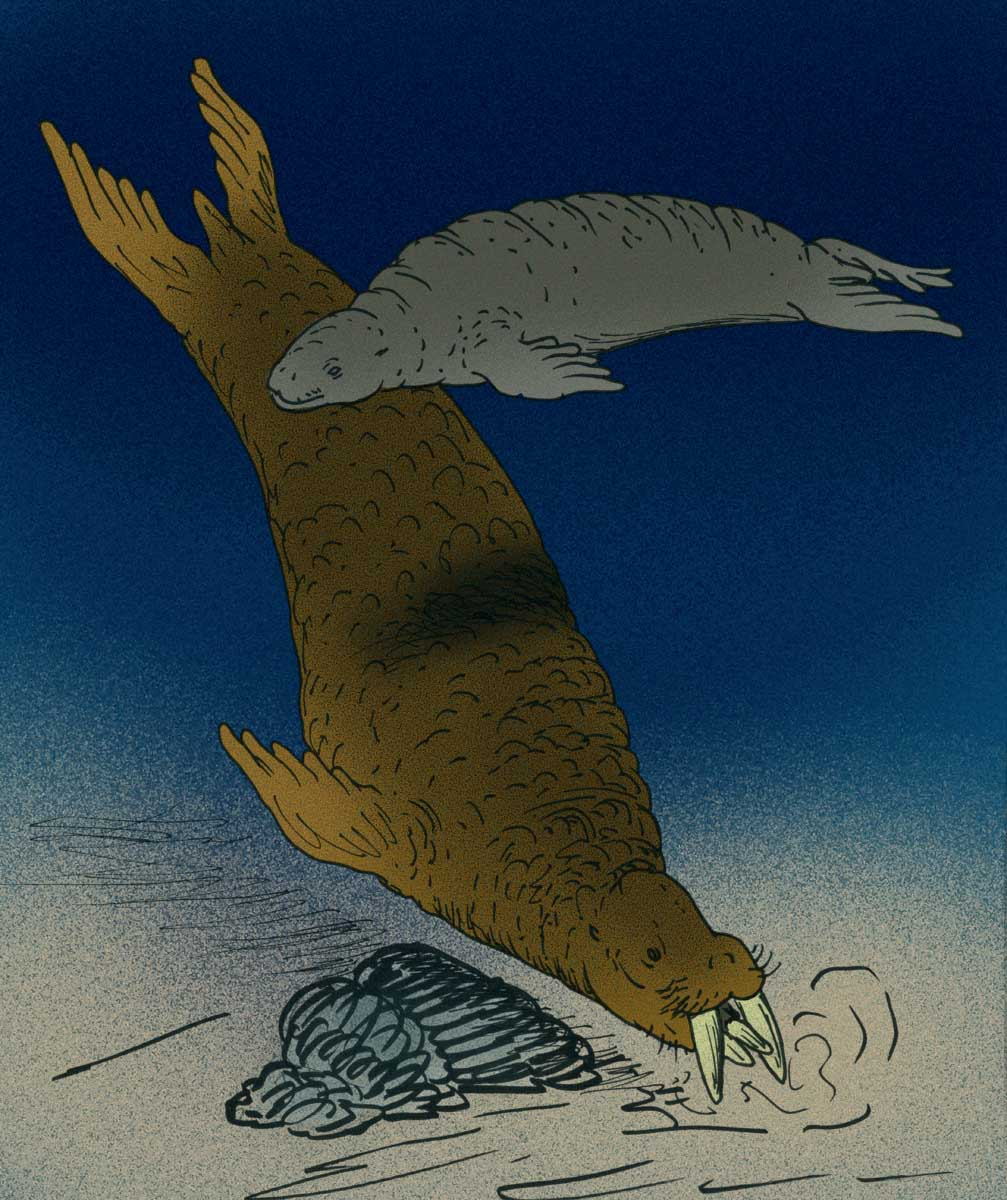
嵌齒海象與杜希納海象屬復原圖

- 斗士钉齿海象 Gomphotaria pugnax Barnes & Raschke, 1991